# Klaniny
Klaniny is een plaats in het Poolse district  Starogardzki, woiwodschap Pommeren. De plaats maakt deel uit van de gemeente Osieczna en telt 170 inwoners.